# علم عروض

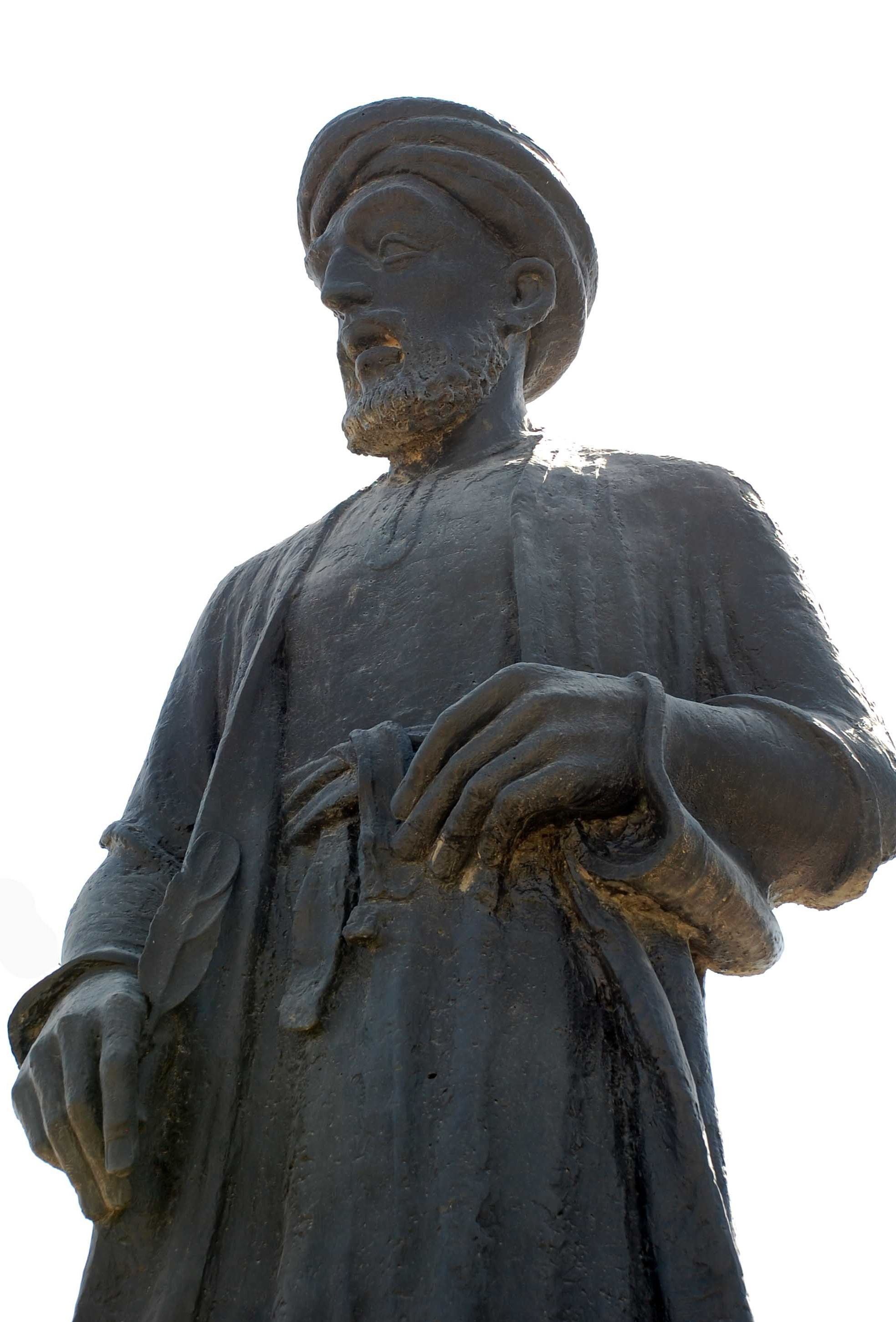
فراهیدی زبان‌شناسی عربی است که با مطالعه و تفسیر و آموزش علم عروض فارسی عربی بوده و از سرامدان عروض‌شناسی بوده

عَروض واژه‌ای عربی و به‌معنی فن سنجیدن شعر و شناختن وزن‌ها و بحرهای کلام منظوم با افاعیل عروضی و پیدا کردن اوزان اشعار برپایهٔ آن افاعیل است. به این دلیل این دانش را «عروض» نامیده‌اند که وزن شعر بر آن عرضه می‌شود. برابر پارسی چامه‌سنجی برای آن مناسب می‌نماید. درضمن، اصطلاح «عروض» به جزوِ آخر از مصراع یکم هر بیت شعر هم گفته می‌شود.

## تاریخچه
خلیل بن احمد فراهیدی برای نخستین بار وزن کمّی را، که قرن‌ها پیش از او در زبان‌های سانسکریت و برخی زبان‌ها باستانیِ هندواروپایی تدوین شده‌بود، بر زبان عربی منطبق کرد. قواعد او برای زبان عربی بسیار خوب است، اما شمس قیس رازی در کتاب معروفش، المعجم فی معاییر اشعار العجم، و نیز محققانِ پیش از او، عیناً براساس قواعد عربی و بدون توجه به مسائل خاص زبان فارسی، اقدام به تهیهٔ قواعد عروض فارسی کردند و حتّی نام بحرها و وزن‌های مختلف نظم فارسی را تغییر ندادند و از همان نام‌های عربی استفاده کردند. خواجه نصیر طوسی هم، هرچند در کتاب معروفش، معیارالاشعار، سعی کرد بخش‌هایی را که نمی‌شود بر فارسی منطبق یا تحمیل کرد، نشان دهد، اما عملاً کار تازه‌ای برای تدوین قواعد وزن‌شناسی فارسی انجام نداد.

## انواع بحر
متخصصان فن عروض، وزن‌های موجود در شعرهای فارسی را در نوزده جنسِ مختلف دسته‌بندی کرده‌اند که هریک از این دسته‌ها را اصطلاحاً بحر می‌نامند. بحرها را از جهتِ کاربرد افاعیلِ کامل یا مزاحف به دو دستهٔ سالم و غیرسالم تقسیم می‌کنند. اما پرویز ناتل خانلری بحر را چنین تعریف کرده‌است: «صورتی خاص از ترکیب هجاهاست که در آن تناسب معیّنی میان هجاهای کوتاه و بلند وجود داشته‌باشد و آن را با صورتی دیگر که حاصل تناسب دیگری باشد، نتوان در یک قطعه آمیخت». بنا بر این تعریف، هر وزنی یک بحر مستقل به‌شمار می‌آید. اما برای سهولت طبقه‌بندی، بحرها را به اصلی و فرعی تقسیم کرده‌اند. بحر اصلی را دستگاهی دانسته‌اند که چند وزن را دربرمی‌گیرد. وزن‌های فرعیِ هر بحر، با اِعمال قواعدی خاص به‌وجود می‌آیند:
۱- با حذف یک یا چند هجا از آخر بحر؛

۲- با حذف چند هجا از آخر بحر و تکرار پارهٔ باقی‌مانده. در این حالت، مصراع‌هایی با دو پارهٔ مساوی به‌وجود می‌آید که در اصطلاح، وزنِ آنها را وزن خیزابی یا وزن دوری یا وزن متناوب می‌نامند؛

۳- با افزودن یک هجا به آخرِ هر پاره از وزنی اصلی یا فرعی.
به‌کمک این سه قاعده، قواعد پیچیدهٔ زحاف عروض قدیم به‌آسانی توجیه می‌شود. در عروض خانلری، نزدیک به پنجاه بحر شناخته شده که در پانزده «سلسله» طبقه‌بندی شده‌است.
با اصل قرار دادن آواها به جای حروف و با تقطیع شعر به صورت هجایی (تفکیک به هجاهای تشکیل دهنده آوایی) می‌توان به سادگی وزن عروضی شعر را یافت و این دستاورد باعث شده که علم عروض قدیم، در آموزش نوین بسیار ساده و بسیار علمی تر قابل آموختن و بررسی شود.
در شعرهای دارای وزن عروضی، ترتیب هجاها در بیت ها و البته مصراع ها شبیه به هم هستند یعنی شعر عروضی از تکرار ترتیب های پیشفرض حاصل می‌شود. یعنی شاعر کلمات را به نحوی کنار هم چیده است که نظم معینی در تکرار هجاها وجود داشته باشد.
برای دسته بندی و سادگی یافتنِ نظم، می‌توانیم هجاها را چهار تا چهار تا یا سه تا سه تا یا ترکیبی از چهار تا و سه تا، جدا کنیم و برایشان نام بگذاریم.
هر کدام از بحرهای عروضی (وزن ها) که در شعرها مورد استفاده شاعران قرار می‌گیرد، نمونه ای پیش فرض از ترکیب قرارگیری هجاها در کنار همدیگر است.
حالت های پیشفرض متنوعی وجود دارد که برخی از آنها بیشتر مورد استفاده شاعران قرار گرفته اند و برخی از آنها کمتر. برگرفته از آموزش عروض، سهیل قاسمی و کتاب آشنایی با عروض و قافیه سیروس شمیسا.

## برای مطالعهٔ بیشتر
- علم عروض و قافیه (راه‍ی س‍اده در ف‍راگ‍ی‍ری وزن و ق‍اف‍ی‍ه در ش‍ع‍ر ف‍ارسی)، محمد شهری، مشهد: نشر دستور، چاپ چهارم، ۱۳۸۹
- وزن و قافیهٔ شعر فارسی، تقی وحیدیان کامیار، تهران: انتشارات مرکز نشر دانشگاهی، چاپ اوّل، ۱۳۶۷
- آشنایی با عروض و قافیه، سیروس شمیسا، تهران: انتشارات فردوس، چاپ اول، ۱۳۶۶
- فرهنگ عروضی، سیروس شمیسا، تهران: انتشارات فردوس
- عروض و قافیهٔ عربی، تألیف و ترجمهٔ حمید حسنی، تهران: انتشارات علمی و فرهنگی، چاپ اول، ۱۳۸۳
- سایت عروض prosody.ir